# Light It Up (Lied)
Light It Up ist ein Lied von Wesley Pentz, Philip Meckseper, Nailah Thorbourne, David Malcolm, Sidney Swift und T-Baby aus dem Jahr 2015. Bekannt wurde es durch das US-amerikanische Elektro-Musikprojekt Major Lazer in Zusammenarbeit mit der jamaikanischen Sängerin Nyla und in der Remix-Version zusätzlich mit dem britischen Rapper Fuse ODG. Die ursprüngliche Version des Liedes ist auf Major Lazers drittem Studioalbum Peace Is the Mission enthalten; die Remix-Version wurde am 5. November 2015 als Single veröffentlicht und ist auf dem Re-Release-Album Peace Is the Mission (Extended) enthalten.

## Hintergrund

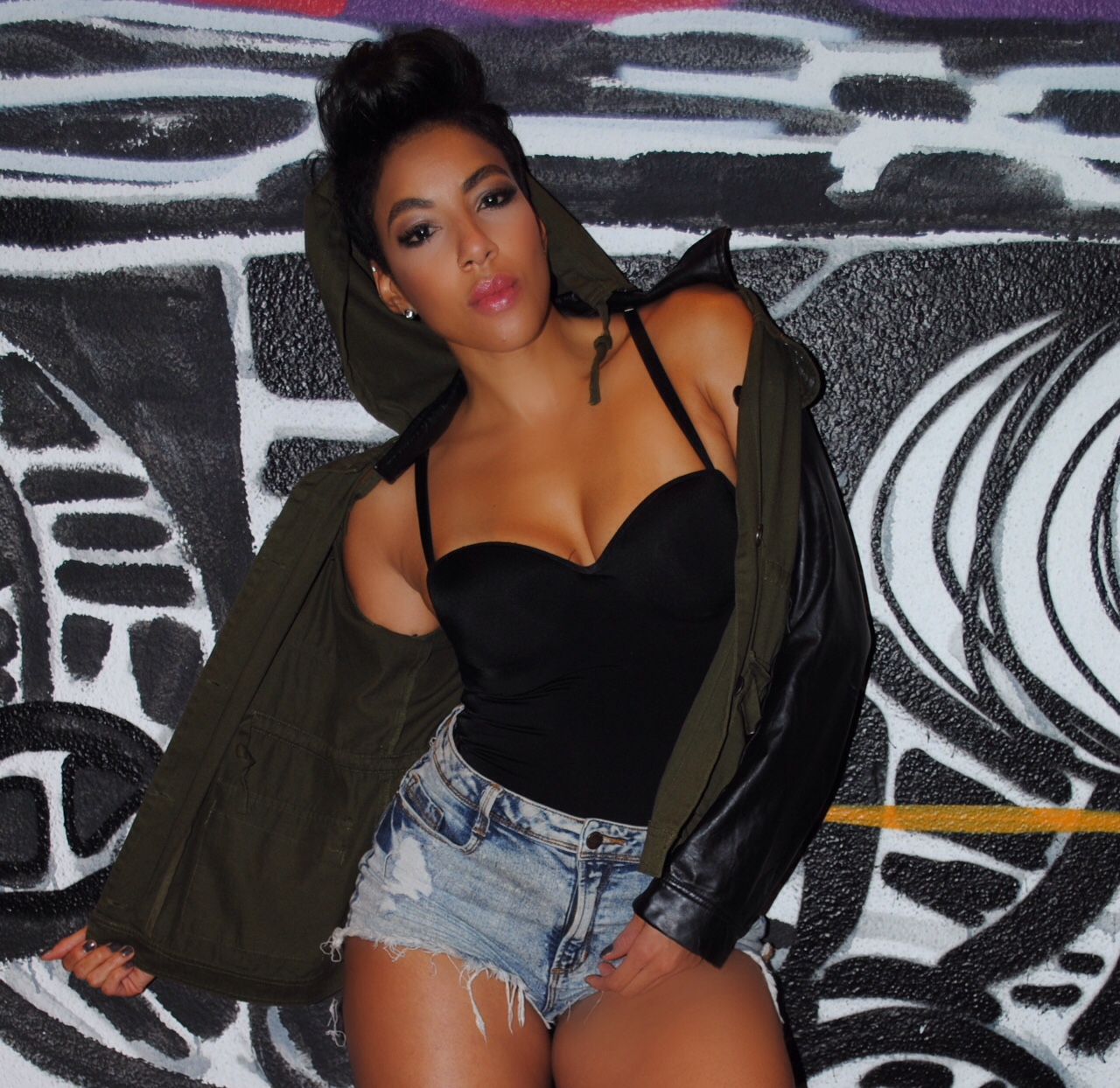
Sängerin Nyla

Light It Up wurde ursprünglich von Major Lazer und der Sängerin Nyla, welche als Mitglied des R&B-Duos Brick & Lace bekannt wurde, für Major Lazers drittes Studioalbum aufgenommen. Die Albumversion ist dem Genre Reggaeton einzuordnen, der Rhythmus weist ein hohes Tempo auf und Nylas Stimme wurde verzerrt. Nach dem Erfolg von Lean On war als weitere Singleveröffentlichung jedoch ein ähnlicher Song mit vermehrten Einflüssen von Trap- und Dancehall-Elementen geplant. Light It Up wurde dementsprechend noch einmal neu aufgenommen und neue Rap-Strophen von Fuse ODG hinzugefügt. Ursprünglich wollte Major Lazer bereits während der Album-Aufnahme mit dem britischen Rapper zusammenarbeiten, was aus Zeitgründen jedoch scheiterte. Der Remix enthält oben erwähnte Elemente, das Tempo wurde verringert und der Leadsound überarbeitet. Statt der Verzerrung von Nylas Stimme in der Album-Version wurden die originalen Vocals verwendet. Es wurde ein Drop hinzugefügt, bevor neu dazugekommene Trompeten-Sounds einsetzen.

## Kritiken
Die Albumversion von Light It Up wurde von Randall Roberts von der Los Angeles Times als „heavy dancehall banger“ bezeichnet. Das Magazin Tonspion bezeichnete die Remix-Version von Light It Up als „nicht ganz so radiokompatibel wie ihr Monsterhit [Lean On]“, jedoch als einen „auf jeden Fall frühen Anwärter auf den ersten Sommerhit“.

## Musikvideo
Neben einem Lyrics-Video gibt es seit 1. März 2016 ein offizielles Musikvideo zu Light It Up. Das von Sam Pilling gedrehte und von Rik Green produzierte Musikvideo ist komplett in Schwarz-weiß gehalten und wurde in Ghana bei einem traditionellen ghanaischen Trauerzug gedreht. In dem afrikanischen Land sind Beerdigungen eine Feierlichkeit.

## Kommerzieller Erfolg
Nach der kommerziell weniger erfolgreichen Single Powerful erreichte die Remixversion von Light It Up wieder die Top 10 in vielen Ländern Europas. In die deutschen Singlecharts stieg der Song am 20. November 2015 auf Platz 83 ein. In der fünften Chartwoche erreichte er erstmals die Top 10 in Deutschland, die neun Wochen lang gehalten werden konnte. Mit Platz vier erreichte Light It Up dieselbe Höchstplatzierung in Deutschland wie Lean On. Für Major Lazer war dies der insgesamt vierte Charterfolg in den deutschen Singlecharts. Darüber hinaus erreichte Light It Up für vier Wochen die Chartspitze der deutschen Dancecharts. Für über 400.000 verkaufte Exemplare wurde das Lied von dem Bundesverband Musikindustrie mit einer Platin-Schallplatte ausgezeichnet. Ab dem 18. Dezember 2015 war Light It Up in den Ö3 Austria Top 40 notiert. Hier erreichte das Lied als beste Platzierung Platz 9 und war nach Lean On die zweite Single von Major Lazer, die die Top 10 in Österreich erreichte. In der Schweizer Hitparade stieg das Lied auf Platz 56 ein und erreichte ab 28. Februar die Top 10. Auch dort ist es Major Lazers zweite Top-10-Single.
In den britischen Singlecharts gelang Light It Up am 10. Dezember 2015 auf Platz 84. Nach 6 weiteren Chartwochen erreichte das Lied am 28. Januar 2016 die Top 10 und zwei Wochen später mit Platz 7 seine Höchstplatzierung in diesen Charts. In den Vereinigten Staaten gelang zunächst eine Platzierung in den Hot Dance/Electronic Songs (Platz 11). In den Billboard Hot 100 konnte sich Light It Up ab Anfang April 2016 platzieren. Weitere Top-10-Platzierungen gelangen Light It Up in Belgien (Flandern: Platz 4, Wallonien: Platz 6), Dänemark (Platz 10), Finnland (Platz 6), den Niederlanden (Platz 2), Norwegen (Platz 5) und Schweden (Platz 3).

### Chartplatzierungen
| ChartsChartplatzierungen       | Höchstplatzierung | Wochen |
| ------------------------------ | ----------------- | ------ |
| Deutschland (GfK)              | 4 (44 Wo.)        | 44     |
| Österreich (Ö3)                | 9 (37 Wo.)        | 37     |
| Schweiz (IFPI)                 | 7 (44 Wo.)        | 44     |
| Vereinigte Staaten (Billboard) | 73 (20 Wo.)       | 20     |
| Vereinigtes Königreich (OCC)   | 7 (47 Wo.)        | 47     |

| ChartsJahrescharts (2016)    | Platzierung |
| ---------------------------- | ----------- |
| Deutschland (GfK)            | 29          |
| Österreich (Ö3)              | 32          |
| Schweiz (IFPI)               | 18          |
| Vereinigtes Königreich (OCC) | 20          |

### Auszeichnungen für Musikverkäufe
Light It Up wurde bisher weltweit mit 3× Gold, 24× Platin und 1× Diamant ausgezeichnet. Damit wurde die Single laut Auszeichnungen mehr als 5,4 Millionen Mal verkauft.

| Land/Region                  | Auszeichnungen für Musikverkäufe (Land/Region, Auszeichnung, Verkäufe) | Verkäufe  |
| ---------------------------- | ---------------------------------------------------------------------- | --------- |
| Australien (ARIA)            | Gold                                                                   | 35.000    |
| Belgien (BRMA)               | 2× Platin                                                              | 60.000    |
| Brasilien (PMB)              | Platin                                                                 | 60.000    |
| Dänemark (IFPI)              | 3× Platin                                                              | 270.000   |
| Deutschland (BVMI)           | Platin                                                                 | 400.000   |
| Frankreich (SNEP)            | Diamant                                                                | 333.333   |
| Italien (FIMI)               | 5× Platin                                                              | 250.000   |
| Neuseeland (RMNZ)            | 3× Platin                                                              | 90.000    |
| Österreich (IFPI)            | Gold                                                                   | 15.000    |
| Polen (ZPAV)                 | Gold                                                                   | 25.000    |
| Portugal (AFP)               | Platin                                                                 | 10.000    |
| Spanien (Promusicae)         | 3× Platin                                                              | 120.000   |
| Vereinigte Staaten (RIAA)    | 2× Platin                                                              | 2.000.000 |
| Vereinigtes Königreich (BPI) | 3× Platin                                                              | 1.800.000 |
| Insgesamt                    | 3× Gold · 24× Platin · 1× Diamant ·                                    | 5.468.333 |

Hauptartikel: Major Lazer/Auszeichnungen für Musikverkäufe